# باربرا جورج
باربرا جورج (بالإنجليزية: Barbara George)‏ هي موسيقية ومغنية ومغنية مؤلفة أمريكية، ولدت في 16 أغسطس 1942 في نيو أورلينز في الولايات المتحدة، وتوفيت في 10 أغسطس 2006.

## وصلات خارجية
- باربرا جورج على موقع ميوزك برينز (الإنجليزية)
- باربرا جورج على موقع أول ميوزيك (الإنجليزية)
- باربرا جورج على موقع ديسكوغز (الإنجليزية)